# Irwin Shaw

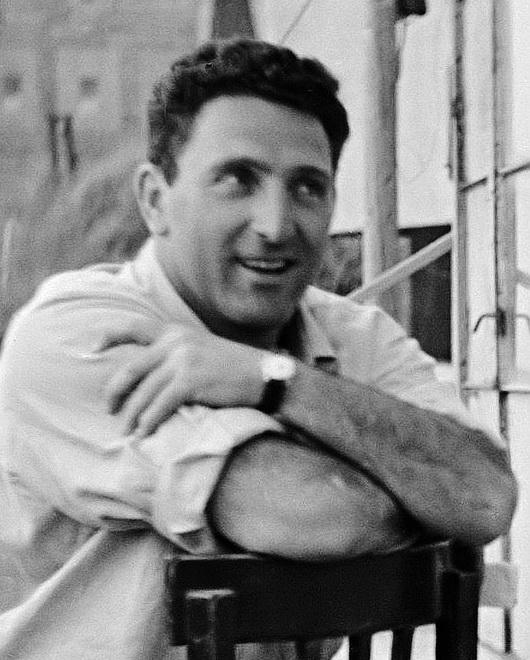
Irwin Shaw (1948)

Irwin Shaw, geboren als Irwin Gilbert Shamforoff, (New York, 27 februari 1913 – Davos, 16 mei 1984) was een Amerikaans schrijver en toneelschrijver.

## Levensloop
Shaw stamt af van een Russisch-Joodse familie uit de Bronx. Na zijn geboorte vertrok de familie naar Brooklyn en veranderde de naam van Shamforoff in Shaw. Na beëindiging van zijn studie aan het Brooklyn College, 1934, schreef Shaw in 1935 diverse scripts voor hoorspelen als Dick Tracy. Zijn eerste toneelstuk ging in 1936 in première onder de naam Bury the Dead. Hij schreef zijn stukken voor de linksgeoriënteerde Group Theatre, een New Yorkse theatergroep van Harold Clurman, Cheryl Crawford en Lee Strasberg. In de jaren dertig schreef Shaw diverse filmscripts voor Hollywoodfilms, waarna hij tijdens de Tweede Wereldoorlog als soldaat diende in Europa. Over Shaws ervaringen tijdens de oorlog schreef hij in 1948 zijn eerste roman The Young Lions, die in 1958 verfilmd werd met Marlon Brando en Montgomery Clift in de hoofdrollen. Irwin Shaw overleed 16 mei 1984 aan de gevolgen van prostaatkanker.

## Filmografie
Script
- 1942 - Commandos Strike At Dawn
- 1942 - The Talk of the Town
- 1949 - Take One False Step
- 1951 - I Want You
- 1953 - Un Acte d'amour
- 1956 - War and Peace
- 1955 - Ulisse
- 1957 - Fire Down Below
- 1957 - La diga sul pacifico
- 1958 - Desire Under the Elms
- 1960 - The Big Gamble

Verfilmde romans
- 1941 - Out of the Frog
- 1949 - Easy Living
- 1957 - Tip on a Dead Jockey
- 1958 - The Young Lions
- 1962 - Two Weeks in Another Town
- 1963 - In the French Style
- 1976 - Rich Man, Poor Man